# Unternehmensstruktur
Als Unternehmensstruktur wird in der Betriebswirtschaftslehre die an der Unternehmensstrategie ausgerichtete Organisationsstruktur eines Unternehmens bezeichnet.
Erich Gutenbergs Theorie der Unternehmung bildet die Grundlage der Ableitung eines idealtypischen Unternehmens, die genutzt wird, um reale Unternehmen zu beschreiben und einen Beitrag zur Rationalisierung ihrer Unternehmensstrukturen und Unternehmensprozesse zu leisten.
Alfred Chandler ging 1962 davon aus, dass die Unternehmen ihre Unternehmensstruktur an ihrer Strategie ausrichten (englisch structure follows strategy). Die gewählte Strategie beeinflusst somit direkt die Unternehmensstruktur, so dass das strategische Management hiervon maßgeblich profitiert. Nachfolgende Autoren haben dieses Prinzip bestätigt.
Unternehmensstruktur wird häufig als Organisationsstruktur missverstanden. Die Unternehmensstruktur umfasst vielmehr die formalen Unternehmensziele, die Unternehmensstrategie, welche in enger Verbindung steht mit der Organisationsstruktur, Personalbeschaffung, Arbeitsmotivation, Weiterbildung der Mitarbeiter oder Facilitymanagement.

## Implementierungen von Strategien
Die Fachliteratur zählt fünf Gestaltungselemente der Implementierung von Strategien auf:
- Unternehmensstruktur: Chandler setzt für seine Zwecke die Unternehmensstruktur mit der Organisationsstruktur gleich. Danach muss sich die Organisationsstruktur zur operativen Umsetzung der strategischen Ziele eng an der Strategie orientieren.[8]
- Unternehmenskultur ist die Gesamtheit aller grundlegenden Überzeugungen, welche die Wahrnehmung, das Denken, Fühlen und Handeln maßgeblich beeinflussen.[9]
- Unternehmensprozesse dienen zur Erfüllung der Unternehmensziele.
- Managementsysteme bündeln Tätigkeiten, Instrumente und Methoden der Unternehmensführung.
- Verhaltensweisen sind unternehmensspezifisches Sozialverhalten, insbesondere das Marktverhalten.

Um die vielfältigen und komplexen Umwelten und Umweltzustände von Unternehmen zu erfassen, etabliert sich eine differenzierte Unternehmensstruktur.

## Organisation
Die Organisation in einem Unternehmen konzentriert sich auf zwei Aufgabenbereiche:
- Gestaltung der Unternehmensstruktur: Das Unternehmen ist so zu strukturieren, dass seine Sachziele möglichst wirtschaftlich erfüllt werden können. Ergebnis ist ein Organigramm, das grafisch die Struktur eines Unternehmens wiedergibt.
- Gestaltung der Unternehmensentwicklung: Sie schafft die Voraussetzungen, dass sich ein Unternehmen an die sich verändernden Umweltbedingungen (Marktentwicklung, Wettbewerbsbedingungen) anpassen kann.[12]

Die Unternehmensstruktur umfasst sowohl die Aspekte der vertikalen Organisationsgestaltung, die als Aufbauorganisation bezeichnet werden, als auch jene der horizontalen Koordination, die sogenannte Ablauforganisation. Wesentlicher Bestandteil der Unternehmensstruktur sind betriebliche Funktionen (Beschaffung, Produktion, Finanzierung, Verwaltung, Vertrieb) in der Ablauforganisation. Die Veränderung etwa der Produktionsfunktion oder die Änderung der Vertriebsorganisation bedeutet zugleich eine Änderung der Unternehmensstruktur.
Die Fachliteratur unterscheidet zwischen aufbauorganisatorischen und ablauforganisatorischen Elementen der Unternehmensstruktur:
Aufbauorganisatorische Parameter
Am Anfang der Entscheidung über die Aufbauorganisation steht die Frage, welche Aufgaben unternehmensintern übernommen werden und welche Tätigkeiten zwecks Kostensenkungen oder der Erlangung von Spezialisierungsvorteilen ausgelagert werden können. Diesem klassischen „Make-or-Buy“-Szenario in Bezug auf die Arbeitsteilung schließt sich bei der Gestaltung der Organisationsstrukturen die Entscheidung über eine geeignete Form der Stellen- und Abteilungsbildung an. Auch hierbei ist das Ziel, durch ein geeignetes Maß der Gliederung entweder Stückkosten- oder Differenzierungsvorteile zu realisieren. Zu diesem Zweck ermöglicht die Stellenbildung neben der Spezialisierung einzelner Positionen auch die Nutzung von Synergien zwischen den Stellen. Bei der Abteilungsbildung kommen dagegen vor allem Skalen-, Auslastungs-, Lern- und Kontrolleffekte zum Tragen.
Gleichzeitig entstehen durch das hierarchische Konstrukt allerdings auch Koordinations-, Kontroll- und Kooperationsprobleme, welche die Generierung der Wettbewerbsvorteile hemmen.
Ablauforganisatorische Parameter
Die Ablauforganisation regelt den räumlich-zeitlichen Einsatz der Organisationsbestandteile (Produktionsmittel und Personal) und hat damit einen deutlich weniger statischen Beitrag zur Unternehmensstruktur inne als die oft unveränderliche Ordnung der Aufbauorganisation. Lediglich für wiederkehrende Routineprozesse ist es sinnvoll, starre Regeln zu etablieren, ansonsten liegen der Ablauforganisation dynamische Arbeitsprozesse zugrunde.
Neben den vielfältigen aufgabenbezogenen Abläufen in Unternehmen, die vor allem der Komplexitätsreduktion und Standardisierung dienen, gibt es auch einige ablauforganisatorische Ansätze, um den hierarchisch bedingten Problemen der Koordination, Kontrolle und Kooperation gerecht zu werden.
Dem Problem der Koordination zwischen den verschiedenen Hierarchie-Ebenen kann zu diesem Zweck vor allem durch Regeln, Routinen und Anweisungen entgegengetreten werden, welche die Abläufe selber spezifizieren. Daneben ist es allerdings auch möglich, durch Selbstorganisation den koordinativen Aufwand als Ganzes zu minimieren. In Bezug auf externe Partner kann zudem auch die Preisfindung einen koordinativen Effekt haben. Einen weiteren Ansatz zur Behebung koordinativer Probleme bildet schließlich die Modularisierung, bei der die organisatorischen Einheiten flexibel eingesetzt werden, um eine bessere Zuordnung und Auslastung als im klassischen Konstrukt der Aufbauorganisation zu gewährleisten.
Dem Problem der Kontrolle zwischen den Organisationsbestandteilen wird einerseits durch ein geeignetes Maß an Hierarchie an sich begegnet, welches eine adäquate Leitungsspanne gewährleistet. Andererseits helfen bürokratische Maßnahmen dabei, die Tätigkeiten hinsichtlich der Ziele auszurichten und unerwünschte Handlungen zu unterbinden.
In der Kooperation zwischen den vorhandenen Organisationseinheiten dienen schließlich sowohl intrinsische als auch extrinsische Motivationsmaßnahmen der Überwindung von Problemen. Im extrinsischen Sinne bedeutet dies die Sicherstellung von finanziellen Anreizen für die beteiligten Personen, welche die Beseitigung von Problemen im gegenseitigen Umgang vergütet. Im intrinsischen Sinne sind es vor allem gemeinsame Werte, welche die Kooperation fördern. Diese werden in erster Linie durch die Organisationskultur im internen Sinne bzw. die Corporate Identity im externen Sinne bestimmt.

## Wirtschaftliche Aspekte
Die  Unternehmensstruktur wird anhand der Betriebsgröße, des Organisationsgrades, der Spezialisierung und der Ausnutzung von Synergieeffekten beschrieben. Die Zentralisierung und Dezentralisierung von Ressourcen ist von der Betriebsgröße und dem Organisationsgrad abhängig. Dagegen ist die Unternehmensstruktur von der Wahl der Rechtsform (Kapital- oder Personengesellschaft), arbeits- oder kapitalintensiven Unternehmen unabhängig.